# Краснодар I
Краснода́р-1 — узловая станция Краснодарского региона Северо-Кавказской железной дороги, расположена в городе Краснодаре, административном центре Краснодарского края. На территории станции расположен главный железнодорожный вокзал города.

## История
Впервые железнодорожный вокзал в Екатеринодаре был открыт 1888 году. Здание вокзала представляло собой одноэтажный зал ожидания с двумя двухэтажными флигелями. В начале XX века фасад вокзала был перестроен, появились большие стеклянные витражи. Здание вокзала было разрушено во время Великой Отечественной войны, в 1943 году.
После войны началось проектирование и строительство нового здания вокзала. Проектом нового вокзала занимался известный советский архитектор Г. И. Волошинов. Здание, построенное в духе сталинского ампира, искусно отделано мрамором. Архитектурной доминантой является башня со шпилем, на которой установлены часы. В интерьере преобладает лепнина, росписи украшают потолок, а над центральным залом, где установлены статуи Карла Маркса и В. И. Ленина, сооружён массивный купол. 21 мая 1952 года состоялось торжественное открытие нового вокзала.
Помимо железнодорожного вокзала, по проекту А. Н. Душкина была реконструирована Привокзальная площадь, также появились автовокзал и трёхэтажное здание управления Северо-Кавказской железной дороги. 
Ввиду сильно возросшего пассажиропотока вокзалу Краснодар-1 требовалось расширение. В начале 2000-х годов началась реконструкция вокзала: было сделано две большие современные пристройки в стиле брутализма. Был демонтирован пешеходный мост из фойе второго этажа на платформу № 2, вместо него были проложены подземные переходы между платформами № 1, № 2 и № 3.
После реконструкции вместимость вокзала увеличилась до 2 тыс. пассажиров, а общая площадь здания возросла до 11 м². Является не только основным железнодорожным вокзалом города Краснодара, но и всей Северо-Кавказской железной дороги, которая была образована в 1918 году после национализации частных железных дорог из Армавир-Туапсинской железной дороги и Владикавказской железной дороги.
Ансамбль станции Краснодар-1 признан объектом культурного наследия народов России регионального значения, в который входит: Привокзальная площадь (южная сторона), железнодорожный вокзал 1956 года (архитектор А. Н. Душкин), автовокзал (1950-е гг.), управление Краснодарского региона Северо-Кавказской железной дороги (1950-е гг).

## Пассажирское движение
Станция Краснодар-1 является узлом пяти направлений железнодорожных линий:
1. на Усть-Лабинскую, Кавказскую;
2. на Кореновск, Тихорецкую;
3. на Тимашевскую-1, Староминскую, Батайск;
4. на Энем-1, Горячий Ключ, Кривенковскую, Туапсе;
5. на Абинскую, Крымскую.

С железнодорожного вокзала станции Краснодар-1 можно отправиться в любой регион России и ближнего зарубежья (Белоруссия, Украина, Абхазия). От вокзала ежедневно отходят пассажирские и скорые поезда дальнего следования в крупные города страны. Также в обороте станции Краснодар-1 действует пригородное сообщение со многими городами Краснодарского края, а также скоростное пригородное сообщение в соседние регионы: в Ростов-на-Дону (Ростовская область) и Минеральные Воды (Ставропольский край).
Практически все пассажирские поезда дальнего следования, следующие из регионов на Черноморское побережье Краснодарского края, проезжают через железнодорожный вокзал станции Краснодар-1. Ежедневно станция обрабатывает большое количество поездов дальнего следования, скоростных поездов «Ласточка» и пригородных электропоездов. Станция Краснодар-1 является крупным пассажирским терминалом юга России.

### Основные направления
| Страна     | Пункт назначения |
| ---------- | --- |
| Белоруссия | Минск, Брест |
| Россия     | Москва, Санкт-Петербург, Ростов-на-Дону, Симферополь, Екатеринбург, Адлер, Иркутск, Пермь, Волгоград, Астрахань, Владикавказ, Калининград, Кисловодск, Керчь, Красноярск, Смоленск, Новороссийск, Анапа |

### Перевозчики и расписание
| Перевозчик                                          | Дистанция                               | Расписание          |
| --------------------------------------------------- | --------------------------------------- | ------------------- |
| Российские железные дороги (ФПК, ЮДОСС)             | Дальнее следование                      | РЖД                 |
| Гранд Сервис Экспресс                               | Дальнее следование                      | Поезда Гранд Сервис |
| Белорусская железная дорога                         | Дальнее следование                      | БЧ                  |
| Северо-Кавказская пригородная пассажирская компания | Межрегиональное и пригородное сообщение | СКППК               |
| Кубань Экспресс-Пригород                            | Межрегиональное и пригородное сообщение | Экспресс-Пригород   |

## Общественный транспорт
- Автобус: №№ 2е, 45.
- Трамвай: №№ 1, 11.15.
- Троллейбус: №№ 4, 6, 7, 8, 15, 20.

## Показатели пассажиропотока
В январе — феврале 2018 года было отправлено 242 тысячи пассажиров, третий результат по СКЖД.

## Коммерческие операции, выполняемые на станции
- Продажа билетов на все пассажирские поезда. Приём и выдача багажа.
- Приём и выдача грузов повагонными и мелкими отправками, загружаемых целыми вагонами, только на подъездных путях и местах необщего пользования[5].

## Галерея

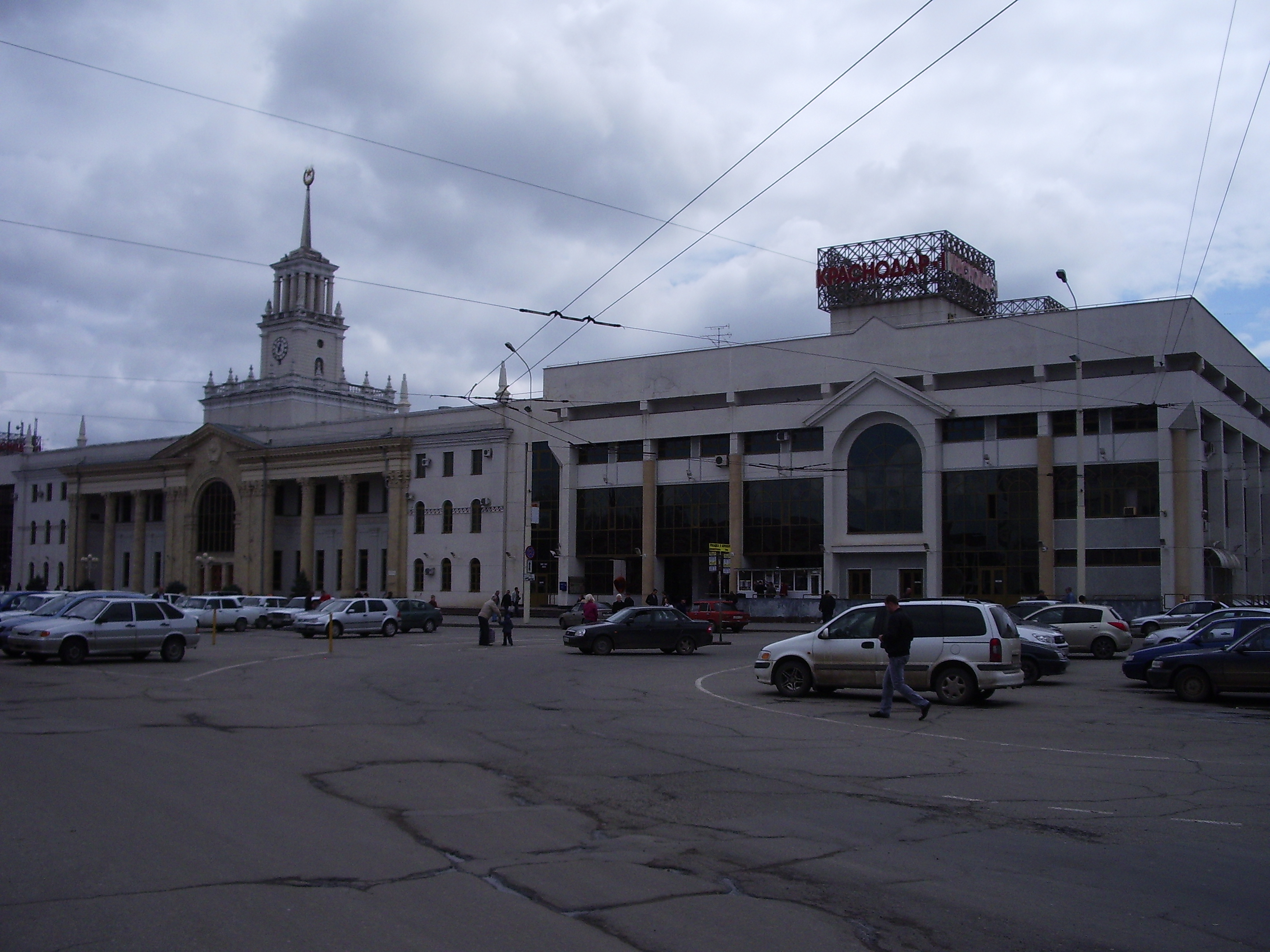
Вид на здание вокзала со стороны города
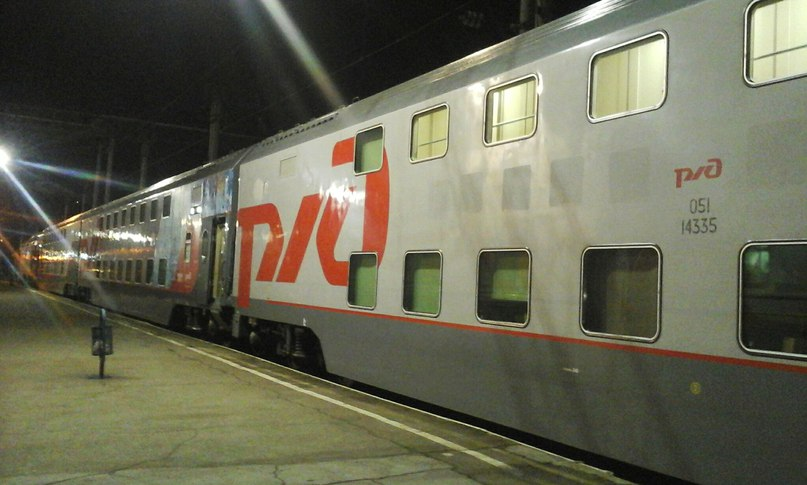
Фирменный двухэтажный поезд № 104Ж Краснодар — Москва на пятом пути.
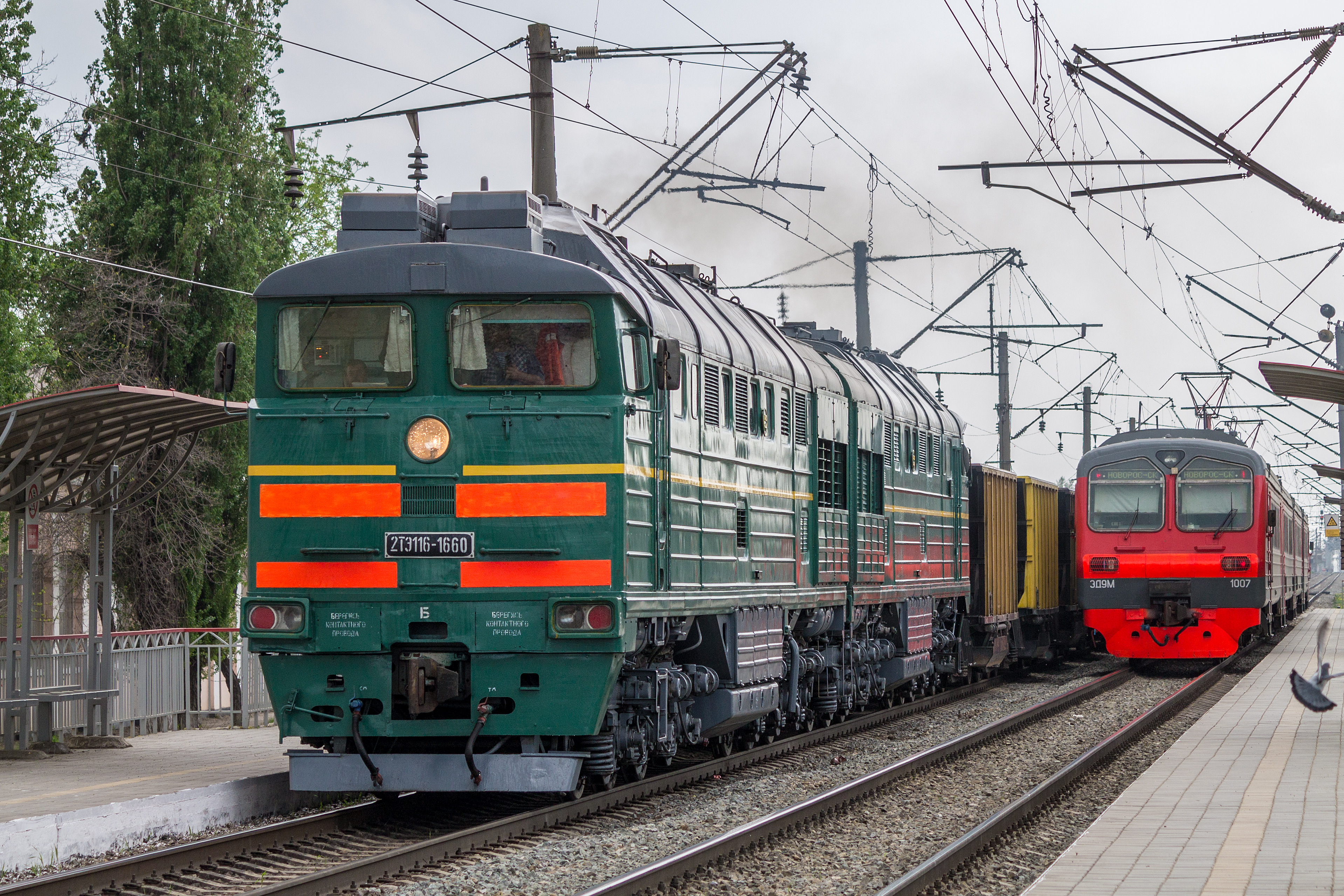
Тепловоз 2ТЭ116-1660 и электропоезд ЭД9М- 1007 прибывают на станцию Краснодар-1.
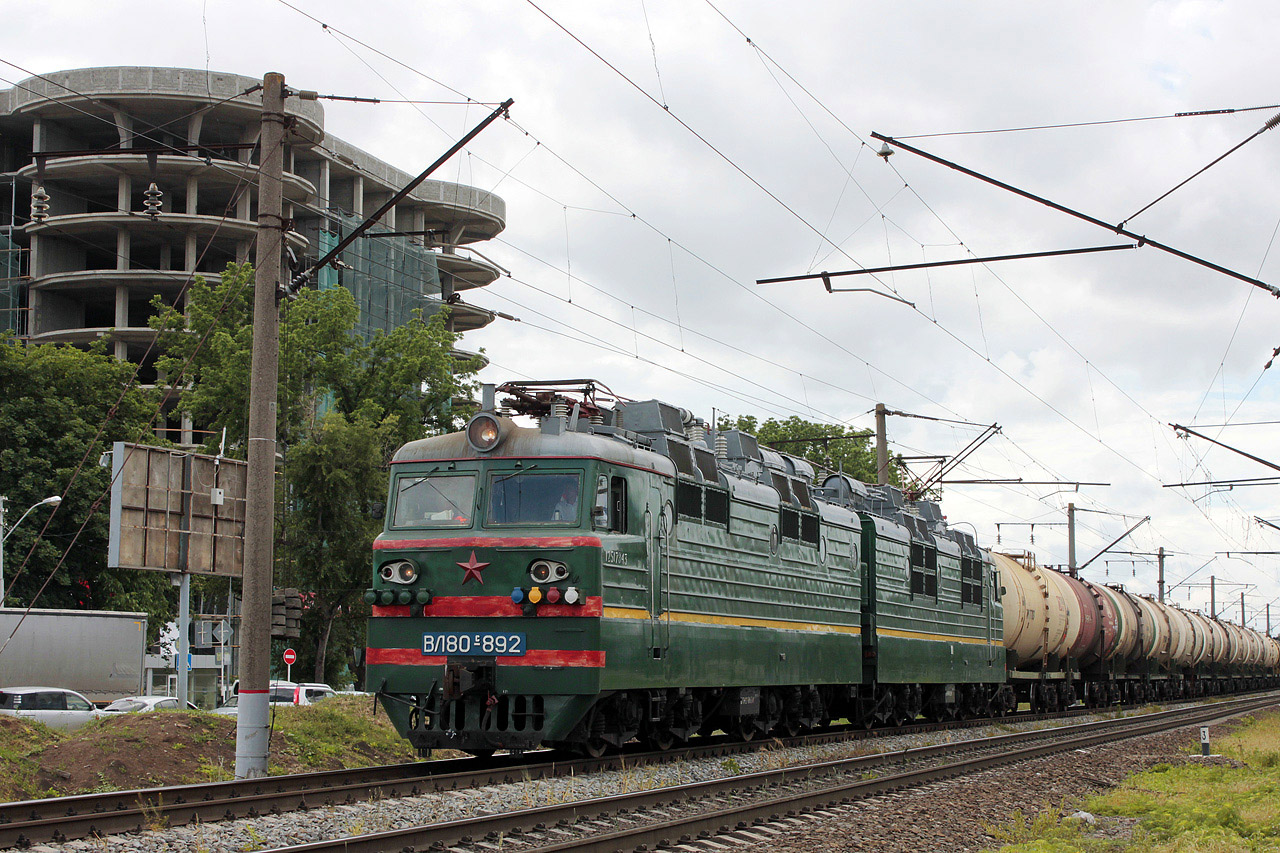
ВЛ80С-892 с грузовым поездом на перегоне Краснодар-1 — Краснодар-Сортировочный.
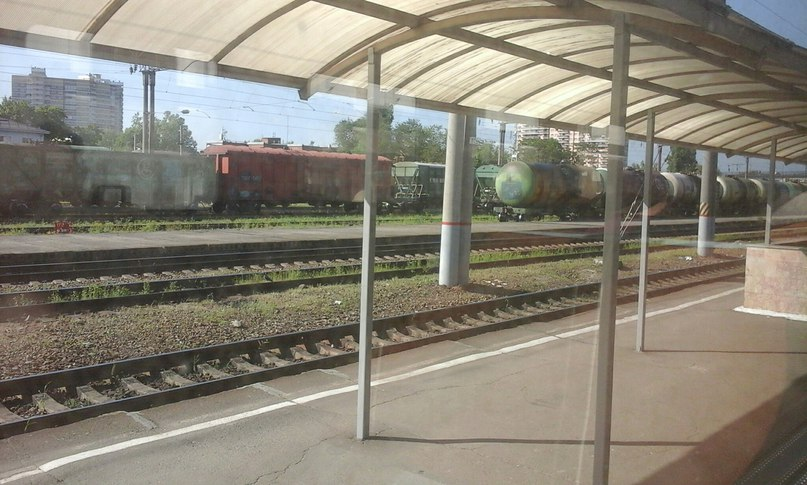
Вид на платформы № 3 (ближняя) и № 4 (дальняя). № 4 используется только грузовыми составами.